# Karakumosa badkhyzica
Karakumosa badkhyzica Logunov & Ponomarev, 2020 è un ragno appartenente alla famiglia Lycosidae.

## Etimologia
Il nome proprio è una forma aggettivale latinizzata della località di rinvenimento degli esemplari: la riserva Badhkyz in Turkmenistan.

## Caratteristiche
Il paratipo maschile ha un cefalotorace lungo 7,65mm, e largo 4,50mm.
Il paratipo femminile ha un cefalotorace lungo 8,70mm, e largo 6,50mm.

## Distribuzione
La specie è stata reperita nella riserva Badhkyz in Turkmenistan, in località Mary Velayat, 73 Km a nordovest di Serhetabat. Al 2021 non sono note altri luoghi di rinvenimento.

## Tassonomia
Questa specie ha varie caratteristiche in comune con la K. repetek. 
Se ne distingue per:
1. Dente di mezzo dell'apofisi mediana a forma di dito.
2. Bordi dell'atrio epiginale leggermente piegati verso l'esterno (biconvesso); l'atrio è a forma di botte[1].

Al 2021 non sono note sottospecie e dal 2020 non sono stati esaminati nuovi esemplari.